# Paulinho (fotbollsspelare född 2000)
Paulo Henrique Sampaio Filho mer känd som Paulinho, född 15 juli 2000 i Rio de Janeiro, är en brasiliansk fotbollsspelare som spelar för Bayer Leverkusen. 